# Шандор Федір Федорович
Федір Федорович Шандор (нар. 10 червня 1975, м. Ужгород, Закарпатська область, Українська РСР) — український вікіпедист[джерело?], педагог, туризмознавець, доктор філософських наук (2013), кандидат соціологічних наук (2006), професор. Надзвичайний і Повноважний Посол України в Угорщині (з грудня 2024).
Депутат Закарпатської обласної ради (від 2020). Академік Національної академії наук вищої освіти України, дійсний член (академік) Академії політико-правових наук України, Президент Закарпатської туристичної організації. Почесний працівник туризму України (2008).

## Життєпис
Народився 10 червня 1975 року в Ужгороді.
1997 року закінчив історичний та юридичний (2002) факультети Ужгородського національного університету.
Працював журналістом у різних засобах масової інформації працював на радіостанції «107,2 ФМ».
Почав свою трудову діяльність з посади учителя історії та географії Ужгородської школи № 2. Понад 20 років працював в Ужгородському національному університеті, у тому числі на посадах: 5 років — викладач кафедри соціальної роботи, 7 років — завідувач кафедри туризму, 2 роки — завідувач кафедри туристичної інфраструктури та сервісу, 5 років — завідувач кафедри соціології та соціальної роботи.
Академік Академії вищої освіти України, дійсний член Академії політико-правових наук України, туризмознавець, експерт з розвитку туризму, Президент Закарпатської туристичної організації «Закарпаття». Створив культурно-туристичну ідею — міні-скульптури Закарпаття. Створив проєкт «Книга рекордів Закарпаття». Заснував багато фестивалів Закарпаття та відомий парад миколайчиків. Президент федерації регбі та регбіліг Закарпаття та президент федерації американського футболу Закарпаття.

### Політична діяльність
Був помічником народного депутата 4 скликання Климпуша Ореста Дмитровича (самовисуванця) на громадських засадах та депутата 7 скликання Мошака Сергія Миколайовича (від Партії регіонів) на громадських засадах.
У 2020 році Шандор обраний депутатом Закарпатської обласної ради 8 скликання від партії «Слуга народу». Призначений заступником голови постійної комісії обласної ради з питань транскордонного співробітництва, розвитку туризму та рекреації. Став головою постійної комісії обласної ради з питань транскордонного співробітництва, розвитку туризму та рекреації.
Цього ж року балотувався до Ужгородської міської ради 8 скликання від партії «Слуга народу», проте не був обраним.

### Військова служба
24 лютого 2022 року з початком російського вторгнення в Україну 2022 року став бійцем 68-го об ТрО 101-ї Закарпатської бригади територіальної оборони, де на передовій після нічного чергування читав студентам лекції.

### Дипломатична діяльність
8 серпня 2023 року Президентка Угорщини Каталін Новак надала згоду (агреман) на призначення Шандора новим послом України в Угорщині. Прохання про агреман для Шандора до Будапешта уряд України надіслав у березні 2023 року, але угорська сторона схвалила його лише у серпні. Підписаний Новак агреман передали до Міністерства закордонних справ Угорщини для контрасигнації міністром Петером Сіярто.
За словами голови української делегації у Парламентській асамблеї Ради Європи Марії Мезенцевої, при виборі нового посла в Угорщині, Київ хотів би відправити до Будапешта посла, який має угорське коріння та освіту в галузі суспільних наук. За її словами, вони в першу чергу шукають не дипломата, а людину, яка має хороші мовні та культурні зв'язки з країною, має хорошу професійну підготовку і здатна вести серйозні переговори.
21 грудня 2024 року призначений Президентом України на посаду Надзвичайного і Повноважного Посла України в Угорщині.
З 7 лютого 2025 року  — Представник України в Дунайській Комісії.

## Наукова діяльність
Автор краєзнавчої літератури 10 різними мовами. Має 108 наукових та навчально-методичних праць, у тому числі 62 праці у  фахових наукових виданнях, 6 публікацій у виданнях, що входять до наукометричних баз. Брав участь у 61 науковій та науково-методичній конференціях
У різні роки мав роботу в проектах: У 2001:
- «Створення найстарішого туристичного сайту Закарпаття — all.zakarpattya.net»
- "Проект «Врятуємо дерев'яні храми Закарпаття»
- «Видання туристичного посібника „Мій Ужгород“/Карпатський фонд»
- "Проект «Врятуємо дерев'яні храми Закарпаття»

У 2002:
- "Створення соціально-культурної системи популяризації памяток культури та історії Карпатського регіону/Карпатський фонд
- "Видання туристичного посібника «Обличчя Закарпаття» 7 мовами/Карпатський фонд
- "Видання CD-диску «Обличчя Закарпаття» 7 мовами/Карпатський фонд
- "Проект туристичний об'єкт «Липова алея»
- «Проект „Поінформування громадськості та місцевий моніторинг питань свободи слова преси та прав людини“/урядUSA»

У 2005:
- «Проект „ІнфоЦентр Євроінтеграції“/фонд Відродження»

У 2007:
- «„Транскордонне співробітництво між Словаччиною та Україною в галузі туризму“/ HUSKROUA»
- «Проект „Збереження народних ремесел Карпат“/ Карпатський фонд»

У 2008:
- «Проект „Центр Європейської інформації“/фонд Відродження»

У 2014:
- «Проект „Веломаршрути для інклюзивних категорій“/Норвезькі гранти»

У 2017:
- "Проект «Винний туристичний шлях Карпат»/HUSKROUA
- «Проект „Адаптація УБД та військовослужбовців: туристична сфера“/Україна-Норвегія»

## Спорт
- «Президент федерації регбі та регбіліг Закарпаття»;
- «Президент федерації бейсболу та софтболу Закарпаття»;
- «Президент федерації петанк міста Ужгород»;
- Почесний президент Федерації петанку України[джерело?]

З 2015 року президент клубу «Ужгородські лісоруби» та Федерації американського футболу Закарпаття.[джерело?]
У 2009, 2015 році та 2017 році «Ужгородські лісоруби» стали Чемпіонами України (вища ліга, формат 11х11). У 2013, 2014 році та 2021 році «Ужгородські лісоруби» стали Чемпіонами України (вища ліга, формат 9х9).
Триразовий чемпіон України з американського футболу як гравець лінії захисту «defensive tackle» (DT).[джерело?]
Гравець команди американського футболу «Nyíregyháza Tigers» (Угорщина).[джерело?]

## Нагороди і відзнаки
- Лауреат всеукраїнської програми «Лідери регіонів» (2002),[джерело?]
- Почесний працівник туризму України (2008).[джерело?]
- Грамота Верховної ради України (2021)
- Отримав відзнаку Інституту  Національного Розвитку «Вікімеч» імені Олега «Raider» Ковалишина 2022 року «За внесок у Перемогу України в інформаційній війні».[11]
- почесний нагрудний знак Головнокомандувача ЗСУ «Золотий хрест» від 8.03.2023 № 483[12]
- бригадна відзнака 101 ОБ ТрО -28.06.2023

## Цікаві факти
На його честь в Ужгороді встановили 54-у міні-скульптуру «Професор з окопу» (скульптор — Роман Мурник).